# FIFA-vrouwenranglijst juni 2020
Dit is de wereldranglijst voor vrouwen van juni 2020 zoals die werd opgesteld en vrijgegeven door de FIFA op 26 juni 2020. Deze editie zorgde voor een unicum in de geschiedenis van de lijst: er waren geen enkele wijzigingen in posities of punten. Dit werd veroorzaakt door de coronapandemie, waardoor alle wedstrijden die in deze periode plaats hadden moeten vinden werden afgelast.
| №  | +/−     | Land             | pnt  | +/−     |
| -- | ------- | ---------------- | ---- | ------- |
| 1  | Stabiel | Verenigde Staten | 2181 | Stabiel |
| 2  | Stabiel | Duitsland        | 2090 | Stabiel |
| 3  | Stabiel | Frankrijk        | 2036 | Stabiel |
| 4  | Stabiel | Nederland        | 2032 | Stabiel |
| 5  | Stabiel | Zweden           | 2007 | Stabiel |
| 6  | Stabiel | Engeland         | 1999 | Stabiel |
| 7  | Stabiel | Australië        | 1963 | Stabiel |
| 8  | Stabiel | Brazilië         | 1958 | Stabiel |
| 8  | Stabiel | Canada           | 1958 | Stabiel |
| 10 | Stabiel | Noord-Korea      | 1940 | Stabiel |
| 11 | Stabiel | Japan            | 1937 | Stabiel |
| 12 | Stabiel | Noorwegen        | 1930 | Stabiel |
| 13 | Stabiel | Spanje           | 1915 | Stabiel |
| 14 | Stabiel | Italië           | 1889 | Stabiel |
| 15 | Stabiel | China            | 1867 | Stabiel |
| 16 | Stabiel | Denemarken       | 1851 | Stabiel |
| 17 | Stabiel | België           | 1819 | Stabiel |
| 18 | Stabiel | Zuid-Korea       | 1818 | Stabiel |
| 19 | Stabiel | IJsland          | 1817 | Stabiel |
| 20 | Stabiel | Zwitserland      | 1815 | Stabiel |

| FIFA-vrouwenranglijst juni 2020 (21–159) | FIFA-vrouwenranglijst juni 2020 (21–159) | FIFA-vrouwenranglijst juni 2020 (21–159) | FIFA-vrouwenranglijst juni 2020 (21–159) | FIFA-vrouwenranglijst juni 2020 (21–159) |
| #                                        | +/−                                      | Land                                     | pnt                                      | +/−                                      |
| ---------------------------------------- | ---------------------------------------- | ---------------------------------------- | ---------------------------------------- | ---------------------------------------- |
| 21                                       | Stabiel                                  | Schotland                                | 1804                                     | Stabiel                                  |
| 22                                       | Stabiel                                  | Oostenrijk                               | 1792                                     | Stabiel                                  |
| 23                                       | Stabiel                                  | Nieuw-Zeeland                            | 1757                                     | Stabiel                                  |
| 24                                       | Stabiel                                  | Rusland                                  | 1708                                     | Stabiel                                  |
| 25                                       | Stabiel                                  | Colombia                                 | 1700                                     | Stabiel                                  |
| 26                                       | Stabiel                                  | Oekraïne                                 | 1692                                     | Stabiel                                  |
| 27                                       | Stabiel                                  | Mexico                                   | 1686                                     | Stabiel                                  |
| 28                                       | Stabiel                                  | Polen                                    | 1683                                     | Stabiel                                  |
| 29                                       | Stabiel                                  | Tsjechië                                 | 1678                                     | Stabiel                                  |
| 30                                       | Stabiel                                  | Finland                                  | 1671                                     | Stabiel                                  |
| 31                                       | Stabiel                                  | Ierland                                  | 1666                                     | Stabiel                                  |
| 32                                       | Stabiel                                  | Portugal                                 | 1659                                     | Stabiel                                  |
| 32                                       | Stabiel                                  | Argentinië                               | 1659                                     | Stabiel                                  |
| 34                                       | Stabiel                                  | Wales                                    | 1658                                     | Stabiel                                  |
| 35                                       | Stabiel                                  | Vietnam                                  | 1657                                     | Stabiel                                  |
| 36                                       | Stabiel                                  | Costa Rica                               | 1644                                     | Stabiel                                  |
| 37                                       | Stabiel                                  | Chili                                    | 1640                                     | Stabiel                                  |
| 38                                       | Stabiel                                  | Nigeria                                  | 1614                                     | Stabiel                                  |
| 39                                       | Stabiel                                  | Thailand                                 | 1596                                     | Stabiel                                  |
| 40                                       | Stabiel                                  | Chinees Taipei                           | 1589                                     | Stabiel                                  |
| 41                                       | Stabiel                                  | Servië                                   | 1558                                     | Stabiel                                  |
| 42                                       | Stabiel                                  | Oezbekistan                              | 1543                                     | Stabiel                                  |
| 43                                       | Stabiel                                  | Hongarije                                | 1537                                     | Stabiel                                  |
| 44                                       | Stabiel                                  | Roemenië                                 | 1535                                     | Stabiel                                  |
| 45                                       | Stabiel                                  | Myanmar                                  | 1511                                     | Stabiel                                  |
| 46                                       | Stabiel                                  | Papoea-Nieuw-Guinea                      | 1504                                     | Stabiel                                  |
| 47                                       | Stabiel                                  | Slowakije                                | 1501                                     | Stabiel                                  |
| 48                                       | Stabiel                                  | Paraguay                                 | 1490                                     | Stabiel                                  |
| 49                                       | Stabiel                                  | Slovenië                                 | 1471                                     | Stabiel                                  |
| 50                                       | Stabiel                                  | Jamaica                                  | 1460                                     | Stabiel                                  |
| 51                                       | Stabiel                                  | Kameroen                                 | 1455                                     | Stabiel                                  |
| 52                                       | Stabiel                                  | Kroatië                                  | 1453                                     | Stabiel                                  |
| 53                                       | Stabiel                                  | Zuid-Afrika                              | 1434                                     | Stabiel                                  |
| 53                                       | Stabiel                                  | Wit-Rusland                              | 1434                                     | Stabiel                                  |
| 55                                       | Stabiel                                  | Noord-Ierland                            | 1432                                     | Stabiel                                  |
| 55                                       | Stabiel                                  | India                                    | 1432                                     | Stabiel                                  |
| 57                                       | Stabiel                                  | Venezuela                                | 1425                                     | Stabiel                                  |
| 58                                       | Stabiel                                  | Jordanië                                 | 1419                                     | Stabiel                                  |
| 59                                       | Stabiel                                  | Bosnië en Herzegovina                    | 1411                                     | Stabiel                                  |
| 60                                       | Stabiel                                  | Panama                                   | 1401                                     | Stabiel                                  |
| 60                                       | Stabiel                                  | Ghana                                    | 1401                                     | Stabiel                                  |
| 62                                       | Stabiel                                  | Griekenland                              | 1396                                     | Stabiel                                  |
| 63                                       | Stabiel                                  | Ivoorkust                                | 1392                                     | Stabiel                                  |
| 64                                       | Stabiel                                  | Haïti                                    | 1391                                     | Stabiel                                  |
| 65                                       | Stabiel                                  | Peru                                     | 1376                                     | Stabiel                                  |
| 66                                       | Stabiel                                  | Fiji                                     | 1373                                     | Stabiel                                  |
| 67                                       | Stabiel                                  | Filipijnen                               | 1369                                     | Stabiel                                  |
| 67                                       | Stabiel                                  | Israël                                   | 1369                                     | Stabiel                                  |
| 69                                       | Stabiel                                  | Turkije                                  | 1365                                     | Stabiel                                  |
| 70                                       | Stabiel                                  | Iran                                     | 1358                                     | Stabiel                                  |
| 71                                       | Stabiel                                  | Equatoriaal-Guinea                       | 1356                                     | Stabiel                                  |
| 72                                       | Stabiel                                  | Trinidad en Tobago                       | 1354                                     | Stabiel                                  |
| 73                                       | Stabiel                                  | Uruguay                                  | 1346                                     | Stabiel                                  |
| 74                                       | Stabiel                                  | Hongkong                                 | 1329                                     | Stabiel                                  |
| 75                                       | Stabiel                                  | Albanië                                  | 1325                                     | Stabiel                                  |
| 76                                       | Stabiel                                  | Azerbeidzjan                             | 1321                                     | Stabiel                                  |
| 77                                       | Stabiel                                  | Kazachstan                               | 1318                                     | Stabiel                                  |
| 78                                       | Stabiel                                  | Tunesië                                  | 1304                                     | Stabiel                                  |
| 79                                       | Stabiel                                  | Bulgarije                                | 1303                                     | Stabiel                                  |
| 80                                       | Stabiel                                  | Guatemala                                | 1290                                     | Stabiel                                  |
| 81                                       | Stabiel                                  | Marokko                                  | 1289                                     | Stabiel                                  |
| 82                                       | Stabiel                                  | Guam                                     | 1282                                     | Stabiel                                  |
| 83                                       | Stabiel                                  | Mali                                     | 1276                                     | Stabiel                                  |
| 84                                       | Stabiel                                  | Bahrein                                  | 1274                                     | Stabiel                                  |
| 85                                       | Stabiel                                  | Algerije                                 | 1271                                     | Stabiel                                  |
| 86                                       | Stabiel                                  | Faeröer                                  | 1259                                     | Stabiel                                  |
| 87                                       | Stabiel                                  | Senegal                                  | 1247                                     | Stabiel                                  |
| 88                                       | Stabiel                                  | Tonga                                    | 1240                                     | Stabiel                                  |
| 88                                       | Stabiel                                  | Cuba                                     | 1240                                     | Stabiel                                  |
| 90                                       | Stabiel                                  | Maleisië                                 | 1238                                     | Stabiel                                  |
| 91                                       | Stabiel                                  | Bolivia                                  | 1236                                     | Stabiel                                  |
| 92                                       | Stabiel                                  | Moldavië                                 | 1228                                     | Stabiel                                  |
| 93                                       | Stabiel                                  | Letland                                  | 1223                                     | Stabiel                                  |
| 94                                       | Stabiel                                  | Indonesië                                | 1222                                     | Stabiel                                  |
| 95                                       | Stabiel                                  | Estland                                  | 1210                                     | Stabiel                                  |
| 96                                       | Stabiel                                  | Nieuw-Caledonië                          | 1208                                     | Stabiel                                  |
| 97                                       | Stabiel                                  | Verenigde Arabische Emiraten             | 1201                                     | Stabiel                                  |
| 97                                       | Stabiel                                  | Montenegro                               | 1201                                     | Stabiel                                  |
| 99                                       | Stabiel                                  | Nepal                                    | 1200                                     | Stabiel                                  |
| 100                                      | Stabiel                                  | Zambia                                   | 1198                                     | Stabiel                                  |
| 101                                      | Stabiel                                  | Malta                                    | 1197                                     | Stabiel                                  |
| 102                                      | Stabiel                                  | Tahiti                                   | 1196                                     | Stabiel                                  |
| 103                                      | Stabiel                                  | Cookeilanden                             | 1194                                     | Stabiel                                  |
| 104                                      | Stabiel                                  | Congo-Brazzaville                        | 1178                                     | Stabiel                                  |
| 105                                      | Stabiel                                  | Dominicaanse Republiek                   | 1173                                     | Stabiel                                  |
| 106                                      | Stabiel                                  | Puerto Rico                              | 1172                                     | Stabiel                                  |
| 107                                      | Stabiel                                  | Litouwen                                 | 1169                                     | Stabiel                                  |
| 107                                      | Stabiel                                  | Samoa                                    | 1169                                     | Stabiel                                  |
| 109                                      | Stabiel                                  | El Salvador                              | 1164                                     | Stabiel                                  |
| 110                                      | Stabiel                                  | Congo-Kinshasa                           | 1159                                     | Stabiel                                  |
| 111                                      | Stabiel                                  | Zimbabwe                                 | 1151                                     | Stabiel                                  |
| 111                                      | Stabiel                                  | Ethiopië                                 | 1151                                     | Stabiel                                  |
| 113                                      | Stabiel                                  | Gambia                                   | 1143                                     | Stabiel                                  |
| 114                                      | Stabiel                                  | Salomonseilanden                         | 1140                                     | Stabiel                                  |
| 115                                      | Stabiel                                  | Georgië                                  | 1138                                     | Stabiel                                  |
| 116                                      | Stabiel                                  | Honduras                                 | 1136                                     | Stabiel                                  |
| 117                                      | Stabiel                                  | Vanuatu                                  | 1131                                     | Stabiel                                  |
| 117                                      | Stabiel                                  | Palestina                                | 1131                                     | Stabiel                                  |
| 119                                      | Stabiel                                  | Luxemburg                                | 1124                                     | Stabiel                                  |
| 120                                      | Stabiel                                  | Kirgizië                                 | 1118                                     | Stabiel                                  |
| 121                                      | Stabiel                                  | Angola                                   | 1117                                     | Stabiel                                  |
| 122                                      | Stabiel                                  | Nicaragua                                | 1116                                     | Stabiel                                  |
| 123                                      | Stabiel                                  | Cyprus                                   | 1114                                     | Stabiel                                  |
| 123                                      | Stabiel                                  | Mongolië                                 | 1114                                     | Stabiel                                  |
| 125                                      | Stabiel                                  | Kosovo                                   | 1104                                     | Stabiel                                  |
| 126                                      | Stabiel                                  | Armenië                                  | 1103                                     | Stabiel                                  |
| 127                                      | Stabiel                                  | Suriname                                 | 1093                                     | Stabiel                                  |
| 128                                      | Stabiel                                  | Singapore                                | 1089                                     | Stabiel                                  |
| 129                                      | Stabiel                                  | Noord-Macedonië                          | 1072                                     | Stabiel                                  |
| 130                                      | Stabiel                                  | Gabon                                    | 1066                                     | Stabiel                                  |
| 131                                      | Stabiel                                  | Saint Kitts en Nevis                     | 1050                                     | Stabiel                                  |
| 132                                      | Stabiel                                  | Tadzjikistan                             | 1035                                     | Stabiel                                  |
| 133                                      | Stabiel                                  | Amerikaans-Samoa                         | 1030                                     | Stabiel                                  |
| 134                                      | Stabiel                                  | Bangladesh                               | 1008                                     | Stabiel                                  |
| 135                                      | Stabiel                                  | Barbados                                 | 1002                                     | Stabiel                                  |
| 136                                      | Stabiel                                  | Bermuda                                  | 987                                      | Stabiel                                  |
| 137                                      | Stabiel                                  | Kenia                                    | 986                                      | Stabiel                                  |
| 138                                      | Stabiel                                  | Saint Lucia                              | 982                                      | Stabiel                                  |
| 139                                      | Stabiel                                  | Tanzania                                 | 978                                      | Stabiel                                  |
| 140                                      | Stabiel                                  | Sri Lanka                                | 968                                      | Stabiel                                  |
| 141                                      | Stabiel                                  | Libanon                                  | 967                                      | Stabiel                                  |
| 142                                      | Stabiel                                  | Malediven                                | 966                                      | Stabiel                                  |
| 143                                      | Stabiel                                  | Namibië                                  | 956                                      | Stabiel                                  |
| 144                                      | Stabiel                                  | Rwanda                                   | 899                                      | Stabiel                                  |
| 145                                      | Stabiel                                  | Malawi                                   | 887                                      | Stabiel                                  |
| 146                                      | Stabiel                                  | Oeganda                                  | 868                                      | Stabiel                                  |
| 147                                      | Stabiel                                  | Lesotho                                  | 850                                      | Stabiel                                  |
| 148                                      | Stabiel                                  | Botswana                                 | 848                                      | Stabiel                                  |
| 149                                      | Stabiel                                  | Amerikaanse Maagdeneilanden              | 843                                      | Stabiel                                  |
| 150                                      | Stabiel                                  | Belize                                   | 824                                      | Stabiel                                  |
| 151                                      | Stabiel                                  | Swaziland                                | 822                                      | Stabiel                                  |
| 152                                      | Stabiel                                  | Mozambique                               | 814                                      | Stabiel                                  |
| 153                                      | Stabiel                                  | Antigua en Barbuda                       | 787                                      | Stabiel                                  |
| 154                                      | Stabiel                                  | Bhutan                                   | 769                                      | Stabiel                                  |
| 155                                      | Stabiel                                  | Andorra                                  | 749                                      | Stabiel                                  |
| 156                                      | Stabiel                                  | Comoren                                  | 731                                      | Stabiel                                  |
| 157                                      | Stabiel                                  | Aruba                                    | 724                                      | Stabiel                                  |
| 158                                      | Stabiel                                  | Madagaskar                               | 691                                      | Stabiel                                  |
| 159                                      | Stabiel                                  | Mauritius                                | 357                                      | Stabiel                                  |

| Kleur | Betekenis                                      |
| ----- | ---------------------------------------------- |
|       | Hoogste FIFA ranking ooit                      |
|       | Evenaring hoogste FIFA ranking ooit            |
|       | Voor het eerst opgenomen in de wereldranglijst |
|       | Evenaring slechtste FIFA ranking ooit          |
|       | Slechtste FIFA ranking ooit                    |